# ブライアン・ブレジー
ブライアン・ブレジー（Bryan Bresee, 2001年10月6日 - ）は、アメリカ合衆国メリーランド州ダマスカス出身のアメリカンフットボール選手。2023年のNFLドラフトにおいて、ニューオーリンズ・セインツから29位指名を受けた。ポジションはディフェンシブタックル。

## 経歴

### ハイスクール
高校時代はチームを2度の州大会制覇に導くなど活躍し、5つ星評価を受けた。
2019年4月にクレムソン大学へのコミットを発表した。他にはペンシルベニア州立大学、アラバマ大学、ジョージア大学、オハイオ州立大学からもオファーを受けていた。

### カレッジ
1年目の2020年シーズンは11試合に出場して23タックル、4サックを記録し、ACCの守備部門最優秀新人賞を受賞した。
2021年シーズンは怪我により4試合の出場に留まった。